# Jana Hlaváčková (herečka)
Jana Hlaváčková (provdaná Částková; * 6. října 1942 Brno) je česká herečka, dlouholetá členka souboru Národního divadla Brno (1965–2009).

## Život
Narodila se v Brně 6. října 1942. Po maturitě na jedenáctileté střední škole v roce 1959 začala studovat nejprve na Filozofické fakultě Masarykovy univerzity (v mezičase Univerzity Jana Evangelisty Purkyně) a po dvou semestrech přešla na Janáčkovu akademii múzických umění (JAMU). Tu absolvovala v roce 1964 a od 1. června se nakrátko stala členkou tehdejšího hereckého souboru v Divadle Julia Fučíka na brněnském výstavišti. Na začátku příští sezony 1965/66 byla angažována v souboru Mahenovy činohry (Státní, resp. Národní divadlo Brno), který v té době přesídlil z budovy v Lidické ulici do nového působiště Na hradbách (Mahenovo divadlo), a zde setrvala dlouhá léta.
Poměrně brzy se prosadila jako jedna z nejosobitějších hereček tehdejší mladé generace brněnského Státního divadla. Během prvních asi dvaceti let hrála mimo jiné v Polly aneb Žebrákova opera v režii Aloise Hajdy, v Kdo se bojí Virginie Woolfové či v Cyranovi z Bergeracu v režii Rudolfa Jurdy, v Poprasku na laguně nebo v Děvce z města Théby v režii Zdeňka Kaloče anebo v Čínské zdi režírované Milošem Hynštem. Účinkovala také v rolích, jako byla Goneril v Králi Learovi, Jenůfa ve stejnojmenném dramatu, královna Alžběta v Marii Stuartovně či Erži Orbánová v Kočičí hře. Za svoje 44leté angažmá v národním divadle Brno ztvárnila více než 140 rolí. Mezi ty poslední patřily Babi v Osmi ženách, Tchyně v Krvavé svatbě, Paní de Volanges v Nebezpečných vztazích.
Už od počátku svého divadelního angažmá se ovšem uplatňovala i mimo mateřskou scénu – v rozhlase, dabingu, televizi i filmu. Mezi její filmové úlohy patří slepá dívka ve snímku Františka Vláčila Údolí včel (1967) nebo Anna Dvořáková v Koncertě na konci léta (1979) téhož režiséra, účinkovala i v seriálové tvorbě pro televizi, jako byl Vlak dětství a naděje (1989) či později Četnické humoresky (2001–2007).
Významnou se stala rovněž její pedagogická činnost, když začala vyučovat hlasovou výchovu na Divadelní fakultě JAMU.
Vzala si za manžela rovněž brněnského divadelního herce Miroslava Gabriela Částka (1937–2021), s nímž měla syna Davida.
V lednu 2013 obdržela Cenu města Brna za rok 2012 v oblasti dramatického umění. V březnu téhož roku byla uvedena do Síně slávy Národního divadla Brno za mistrovství v oboru herectví. V prosinci 2023 jí byla Nadací Život umělce udělena cena Master Prix.